# Österlenbanan
Österlenbanan är en järnväg som går mellan Ystad och Simrishamn via Tomelilla i Skåne. Sträckan är 46 kilometer lång.
Banans namn tillkom efter en namntävling i samband med återinvigningen av banan 2003, sedan banan elektrifierats.

## Historia
Banan är egentligen från början två delvis nerlagda banor, Malmö-Simrishamns Järnväg och Ystad-Eslövs Järnväg. YEJ tillkom först och kunde invigas redan år 1866 medan järnvägen mellan Tomelilla-Simrishamn först kunde invigas i sin helhet 1882. Olika fordon framfördes under banornas storhetstid. På 1950-talet sattes Y6-rälsbussar in och trafikerades under namnet "Bornholmspilen".
På 1960-talet blev nerdragningarna inom järnvägen allt mer tydliga, så också här. Den första delen som försvann var Malmö-Tomelilla järnväg (delen Tomelilla−Simrishamn klarade sig) och nu tvingades man att resa via Ystad istället. Godstrafiken på Ystad-Eslövs järnväg lades ned 1975. Även persontrafiken höll på att gå samma öde till mötes, men tack vare massiva protester beslöt man att satsa på banans södra del (huvuddelen av Ystad-Eslövs järnväg, sträckan mellan Tomelilla och Eslöv, lades ned 1981). Y1-tåg sattes in och trafikerades under namnet SiTY-tåget (senare under namnet Österlenaren) mellan Ystad och Simrishamn.

### Elektrifiering
1996 blev elektrifieringen av Ystadbanan färdig och tankar föddes på att även elektrifiera banan till Simrishamn så att man kunde förlänga den pågatågslinje som hade inrättats 1990. Efter diverse utredningar kunde elektrifieringen starta 2001 och kunde återinvigas 2003. I samband med återinvigningen utlystes en namntävling om vad banan skulle heta. En stor del röstade på Österlenbanan och därmed var två banor hopslagna till en enda bana.
Från början räknade man med att det inte behövdes någon upprustning av befintligt spår men efter ett tag stod det klart att banan inte klarade trycket från de tunga pågatågen. Det stora arbetet med att rusta upp spåren påbörjades sommaren 2006 och under hela sommaren var hela banan avstängd och ersatt med buss. Samtidigt kunde hastigheten på banan höjas till 110 km/h.

## Trafik och stationer
Trafiken utgörs av 14-16 dubbelturer per dygn med Skånetrafikens pågatåg. För närvarande[när?] förekommer det ingen godstrafik på banan. De senaste godstransporterna som gick på banan var Green Cargos trafik till Daniscos sockerbruk i Köpingebro som upphörde när sockerbruket lades ned 2006.
Österlenbanans stationer med trafikuppehåll är (i väst-östlig riktning) Ystad, Köpingebro, Tomelilla, Lunnarp, Smedstorp, Gärsnäs och Simrishamn. I samband med elektrifieringen av banan beslutades att stationerna i Stora Köpinge, Östra Tommarp samt Järrestad skulle dras in. Detta då man ansåg att befolkningsunderlaget var för litet på dessa orter. I främst Östra Tommarp vållade detta beslut relativt omfattande protester. Beslutet ändrades trots detta inte.
Mötesstationer för tåg återfinns i Köpingebro och Tomelilla. I Köpingebro finns dock bara ett plattformsspår. Turtätheten begränsas främst av att mötesstation saknas mellan Tomelilla och Simrishamn.

## Österlenbanan och vintern
Österlenbanan har ett relativt utsatt läge då sträckningen till stor del går genom ett öppet slättlandskap och banan har under vintrarna 2009/2010 och 2010/2011 drabbats av omfattande väderstörningar, främst på grund av snöfall i kombination med hård vind. Vintern 2009/2010 körde två pågatåg fast i snödrivorna mellan Gärsnäs och Smedstorp.

## Galleri

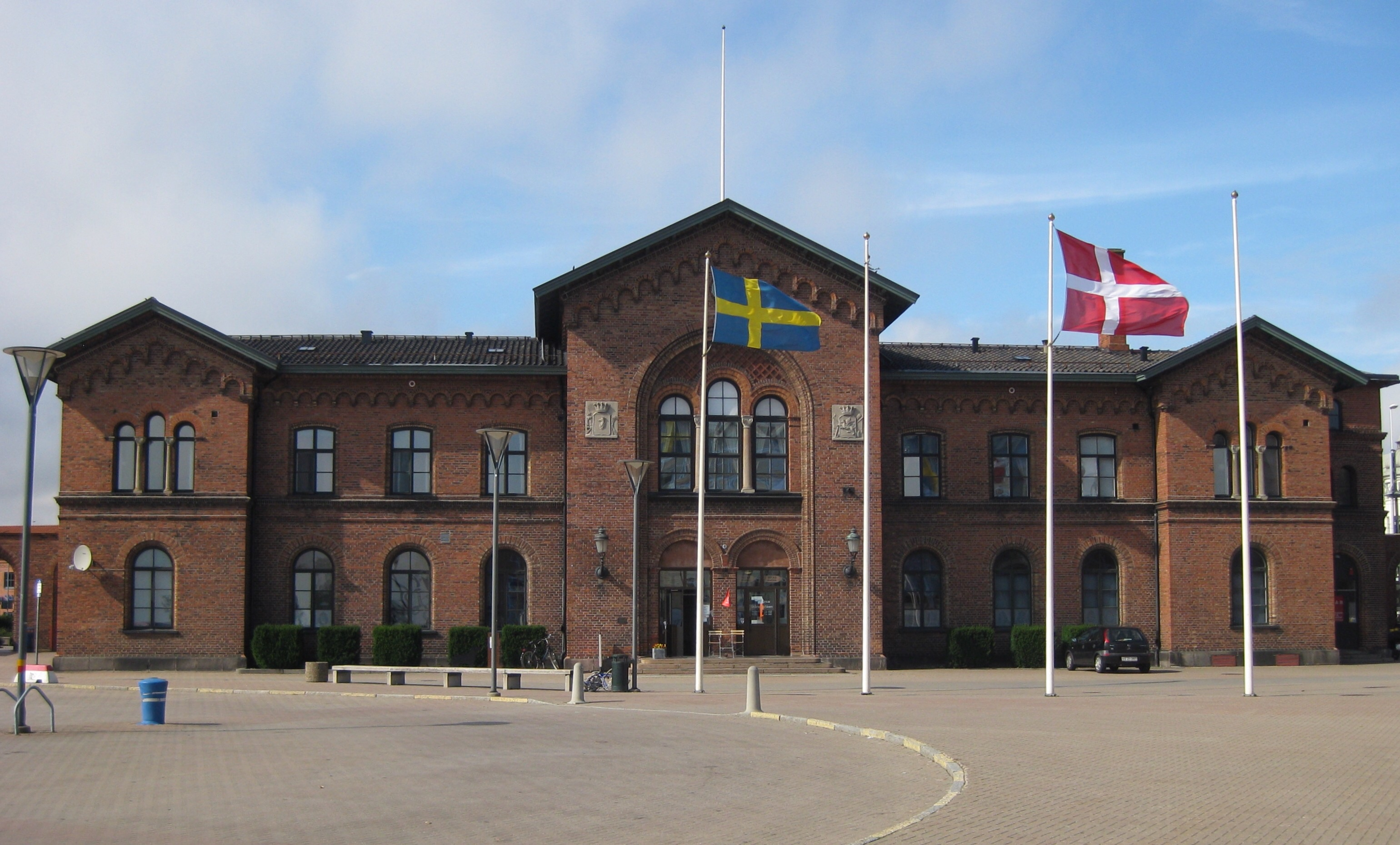
Ystads station
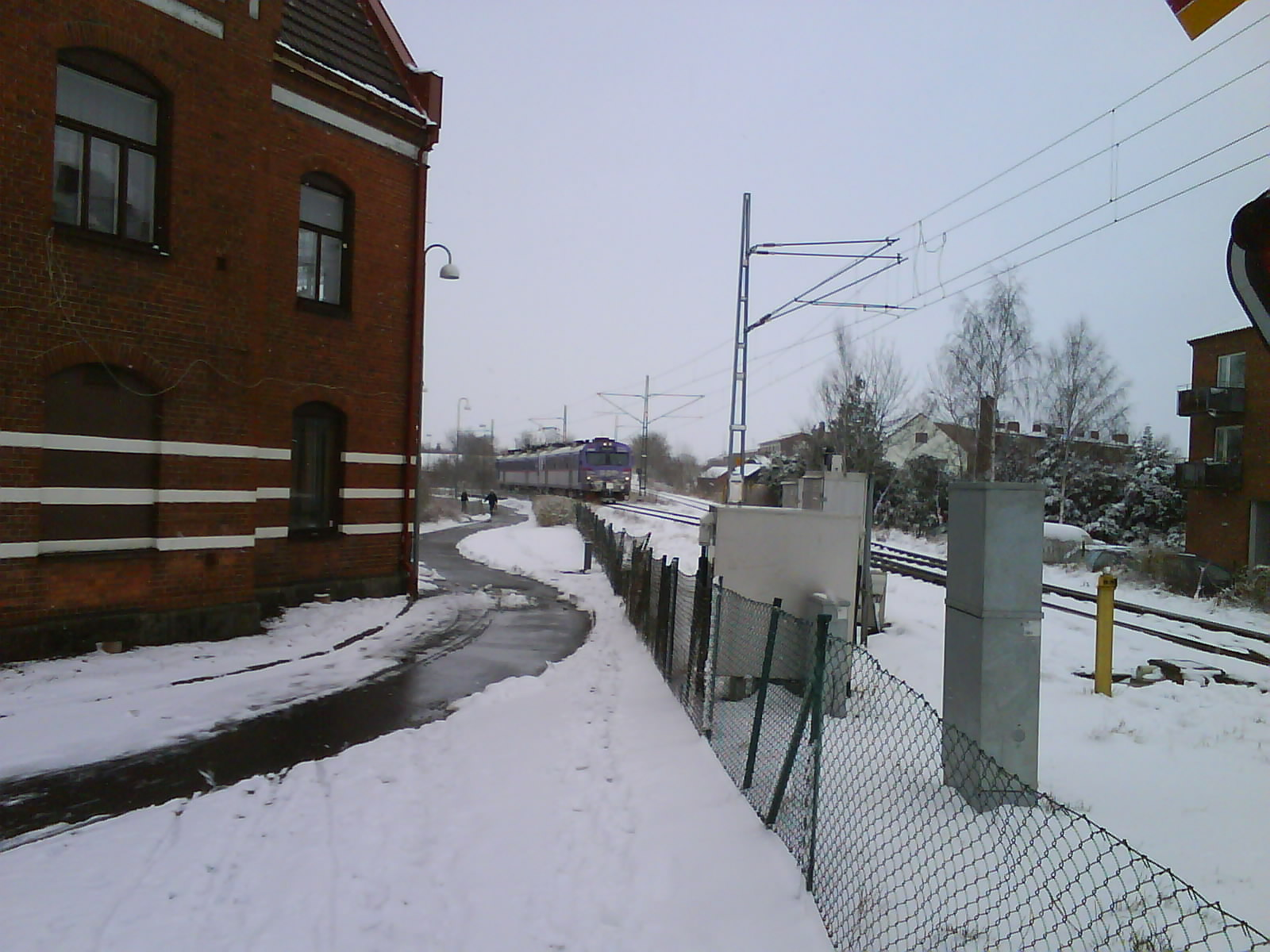
De två delarna av Österlenbanan går ihop i Tomelilla
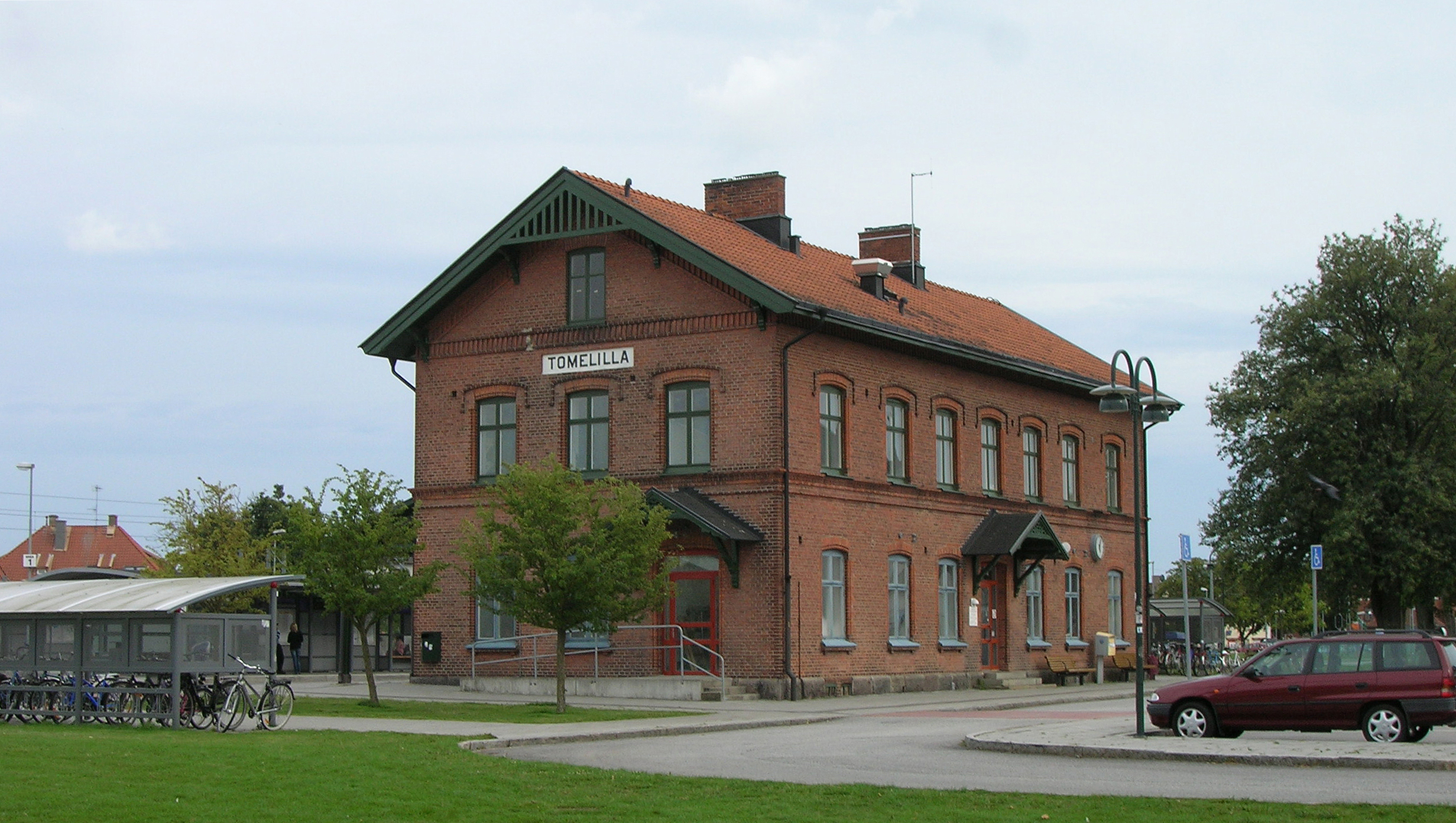
Tomelilla station